# پارکوود انترتینمنت
پارکوود اینترتینمنت (انگلیسی: Parkwood Entertainment) شرکت سرگرمی آمریکایی است، که در سال ۲۰۰۷ توسط بیانسه تأسیس شد.